# Corps Marcomannia Breslau zu Köln

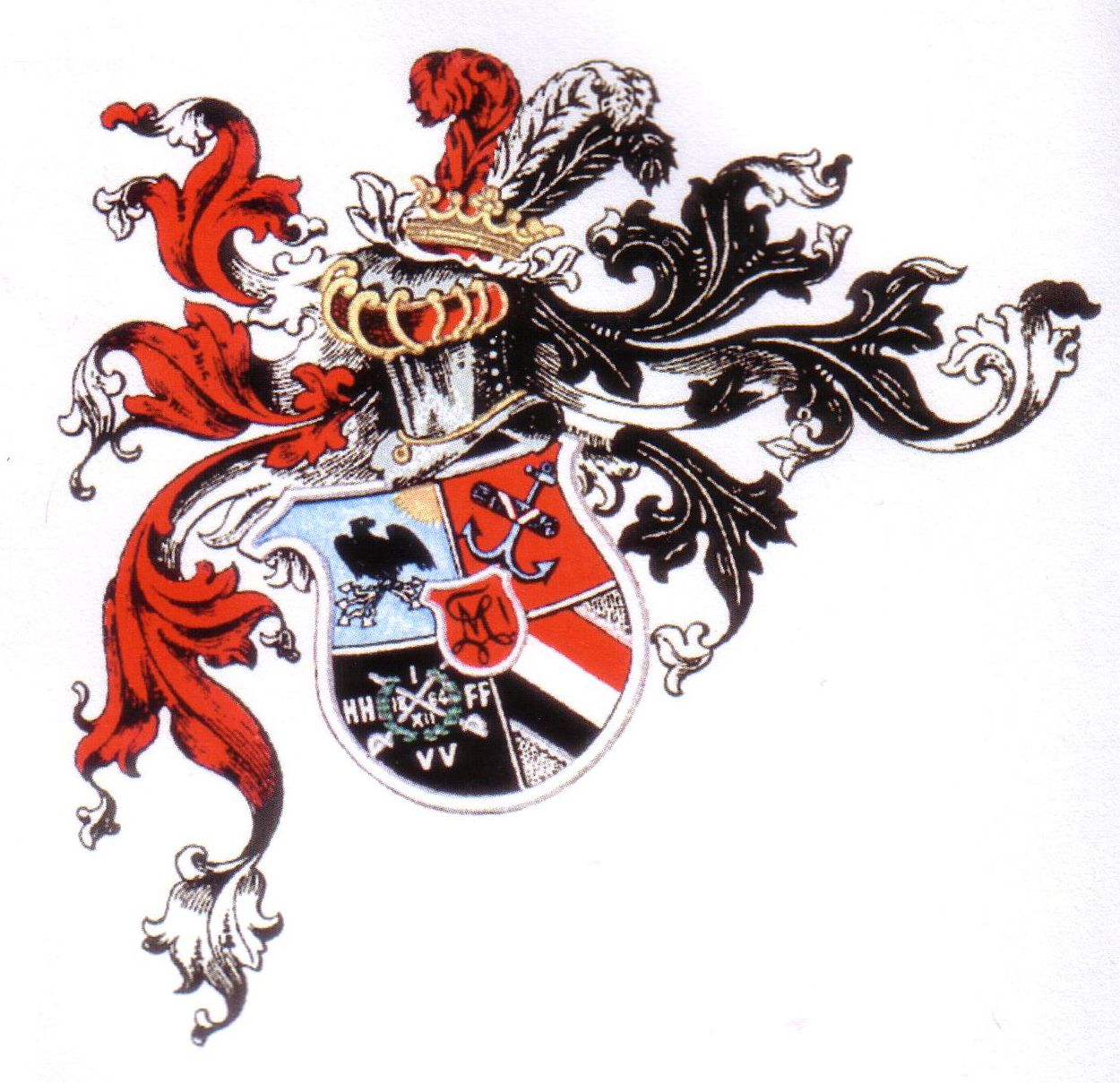
Wappen

Das Corps Marcomannia Breslau war eine Studentenverbindung im Kösener Senioren-Convents-Verband.

## Couleur und Wahlspruch
Die Corpsburschenfarben sind rot-weiß-schwarz, die Fuchsfarben rot-weiß-rot auf silberner Perkussion. Der Wahlspruch ist Honestis honorem, fidelibus fidem, violentis vim!

## Geschichte

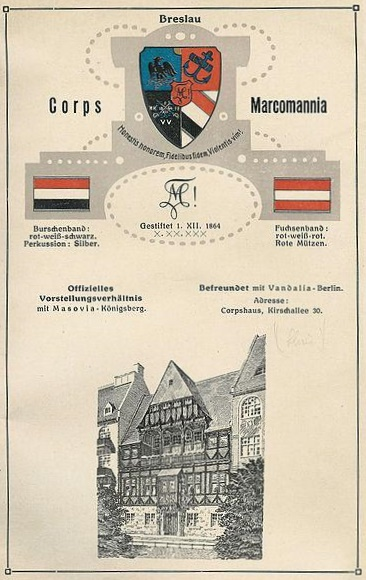
1912

Der Bund ging aus der kurzlebigen Verbindung Austro-Borussia hervor und wurde am 1. Dezember 1864 als Landsmannschaft an der Schlesischen Friedrich-Wilhelms-Universität gegründet. Am 3. November 1868 wurde sie als viertes Corps in den Senioren-Convent zu Breslau aufgenommen.
1884 und 1903 stellte Marcomannia mit Rufin Reichert und Friedrich Töpffer den Vorsitzenden des oKC. Ein im Wintersemester 1878/79 vereinbartes Freundschaftsverhältnis mit dem Corps Hansea Königsberg brach Marcomannia bald ab. 1902 ging sie dank Ernst Mendrzyk und vieler Verkehrsgäste  ein Vorstellungsverhältnis mit dem Corps Masovia Königsberg ein. Als die sogenannte Kreispolitik im KSCV nach dem Ersten Weltkrieg wieder besondere Bedeutung gewann und Marcomannia zum roten Kreis neigte, löste der CC der Masovia das Verhältnis am 24. September 1919 einstimmig auf.
Seit 1910 besaß Marcomannia in der Kirschenallee 30 in Breslau ein eigenes Corpshaus. In der Zeit des Nationalsozialismus musste sie am 4. November 1935 wie alle Corps suspendieren.
Obwohl Marcomannia ein Corps an der Universität Breslau war, hatte sie seit der Gründung der Technischen Hochschule Breslau (1910) wie die drei anderen Corps im SC zu Breslau zahlreiche Mitglieder, die Ingenieurwissenschaften studierten. Um diese Tradition fortzuführen, rekonstituierte sie nach dem Zweiten Weltkrieg am 1. Dezember 1952 an der Universität Köln und der RWTH Aachen. Das Corps Silesia hatte diesen Schritt bereits am 7. Dezember 1950, das Corps Borussia Breslau am 9. Oktober 1951 getan. Das Corps Lusatia Breslau folgte am 27. Juli 1956. Damit bestand der gesamte Breslauer Senioren-Convent als Teil des Kölner Senioren-Convents an zwei Hochschulen. Dieser Sachverhalt – ein Corpsbetrieb an zwei Orten mit zwei Corpshäusern – ist in der Geschichte des Corpsstudententums einmalig. 1965 wurde der aktive Betrieb in Aachen aufgegeben. Als letztes Corps gab 2001 die Borussia Breslau den Versuch, an zwei Hochschulorten gleichzeitig einen Aktivenbetrieb zu betreiben, auf und verkaufte ihr Haus in Köln.

## Siegen
An der Universität-Gesamthochschule Siegen bestanden 1992 vier Studentenverbindungen: drei Burschenschaften – eine im BDIC, eine in der DB, eine freie – sowie ein ursprünglich im TCV beheimateter Wingolf. Am 23. Mai 1992 eröffnete Marcomannia eine Zweigstelle in Siegen. Ermöglicht wurde der Schritt durch die Hilfe des Alte-Herren-Senioren-Convent Siegen (Vorsitzender: Klaus Gerstein) und von Inaktiven der Corps Baltica-Borussia Danzig zu Bielefeld und Franconia Karlsruhe. Nach der Aufgabe von Aachen konnten damit wieder Studenten technischer Fächer Marcomannen werden. In zehn Semestern renoncierten sieben Füchse, von denen fünf recipiert wurden. Als nur noch ein Inaktiver und ein Fuchs am Ort waren, beschloss der FCC am 23. November 1996 die teure Wohnung im Zwischenweg 5 zum 31. März 1997 aufzugeben.

## Langeoog

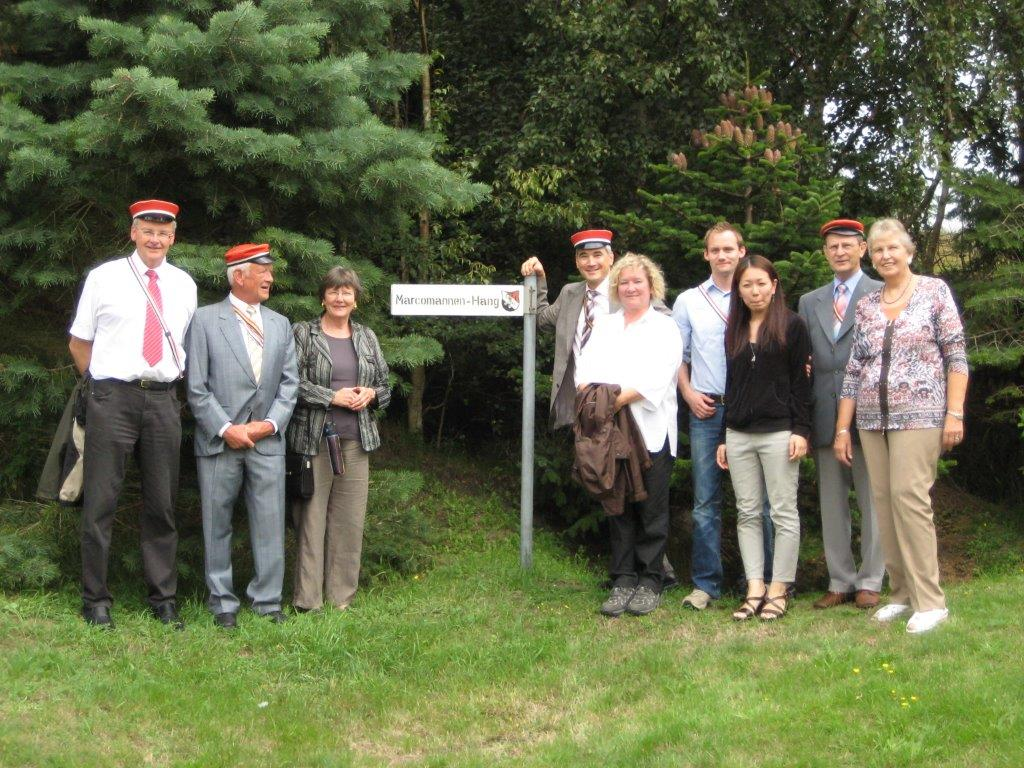
Marcomannenhang

Jahrzehntelang halfen viele Marcomannen ihrem Corpsbruder Jürgen von Schilling bei der Bepflanzung des Dünenfriedhofs Langeoog.

## Suspension und Fusion
Die letzte CC-Meldung von Marcomannia datiert vom 1. Dezember 2004. An dem Tag wurden einige Marcomannen philistriert und inaktiviert. Der anschließende Corpsbestand weist keine Aktiven aus. Marcomannia suspendierte zum Jahresende 2004. Im Jahre 2010 verkaufte Marcomannia-Breslau ihr Corpshaus in Köln und schloss ein Traditionsverhältnis mit dem Corps Borussia zu Tübingen. Am 20. Oktober 2018 wurde der Grundlagenvertrag zur Fusion der beiden Corps unterzeichnet. Die Fusion wurde zum 1. Januar 2019 rechtskräftig.

## Verhältniscorps
Das zweite Jahr bezieht sich auf den Abschluss des Vorverhältnisses.

### Kartelle
- Corps Borussia Tübingen (1920/1919)
- Corps Saxonia Jena (1921/1919)
- Corps Saxonia Bonn (1921/1919)
- Corps Hildeso-Guestphalia Göttingen (1929/1919)

### Befreundete
- Corps Vandalia Rostock (1922/1919)
- Corps Hercynia München (1974/1969)

## Mitglieder

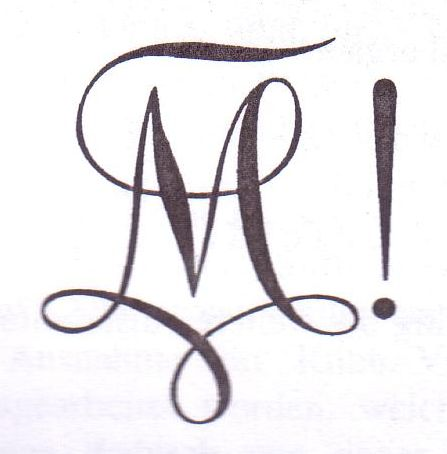
Anfang ohne Ende: Marcomannias Zirkel

- Oliver Bäte (* 1965), Vorstandsvorsitzender der Allianz
- Traugott Bredow (Jurist, 1859) (1859–1928), Ministerialdirektor im Reichsverkehrsministerium
- Traugott Bredow (Jurist, 1889) (1889–1969), Regierungspräsident in Hildesheim
- Helmuth Brückner (1896–1951), Oberpräsident, NS-Gauleiter in Schlesien
- Gustaf von Dickhuth-Harrach (1856–1932), General der Infanterie
- Leo Eichstaedt (1855–1929), Amtsgerichtsrat, Landschaftssyndikus, MdHdA
- Hans Follmann (1863–1935), Ministerialbeamter am Reichsversicherungsamt
- Horst Forchmann (1905–1988), Bergingenieur im Rheinischen Braunkohlerevier
- Ferdinand Freudenfeld (1858–1932), Bürgermeister in Saargemünd, Kreisdirektor in Saarburg
- Moritz Friebe (1846–1937), Gymnasiallehrer
- Jürgen Fuhrmann (1937–2005), Physiker, Rektor der TU Clausthal
- Fritz Gummert (1895–1963), Industrieller
- Robert B. Heimann (* 1938), Mineraloge und Materialwissenschaftler
- Alfred Hillebrandt (1853–1927), Sanskritologe, Rektor der Universität Breslau
- Walter Hübner (1896–1965), Landrat im Landkreis Reichenbach (Eulengebirge)
- Walter Iffland (1856–1899), Landrat im Kreis Posen-West
- Walther Jaques (1871–1950), Ministerialdirektor im preußischen Ministerium für Handel und Gewerbe, Generaldirektor der Preußischen Elektrizitäts-AG, Aufsichtsratsvorsitzender der Nordwestdeutschen Kraftwerke AG und der Überlandwerke Hannover
- Erhard Jung (1902–1945), Geologe, Rektor der Landwirtschaftlichen Hochschule Hohenheim
- Hans Peter Klinke (1908–1943), Ingenieur, Erbauer der Neuen Reichskanzlei
- Georg Kroll (1888–1945), Regierungspräsident in Breslau
- Hugo von Marck (1851–1924), Staatsanwalt, Hochschullehrer und Versicherungsfachmann
- Ernst Mendrzyk (1878–1970), Verwaltungsjurist
- Ernst  Meyer (1892–1969), Diplomat und Politiker (SPD)
- Heinz-Eberhard Opitz (1912–1997), Ritterkreuzträger, Richter
- Paul Pietsch (1877–1945), Landrat in Schlesien
- Georg Friedrich Preuß (1867–1914), Historiker
- Horst Ludwig Riemer (1933–2017), Politiker, Minister für Wirtschaft, Mittelstand und Verkehr des Landes Nordrhein-Westfalen (1970–1979)
- Wolfgang Schieren (1927–1996), Vorstandsvorsitzender der Allianz
- Jürgen von Schilling (1909–2008), Arzt, Ehrenbürger von Langeoog
- Paul-Georg Schmidt (1902–1987), Lungenarzt und Chirurg
- Max Schumann (1856–1942), Sanitätsoffizier der Kaiserlichen Marine
- Erich Simmel (1885–1974), Mitglied des Bayerischen Landtags, Staatssekretär
- Fritz Toepffer (1878–1969), Richter
- Hermann Wennrich (1892–1974), Bundesrichter
- Erich Wiems (1883–1940), Journalist, Chefredakteur der Deutschen Zeitung
- Harro von Zeppelin  (1904–1989), Landwirt, Ministerialbeamter